# カルビン・ヌカナタ
カルビン・ヌカナタ（Carvin Nkanata、1991年5月6日 ‐ ）は、ケニアの陸上競技選手。専門は短距離走。200mの自己ベストは20秒14のケニア記録保持者。2014年アフリカ選手権男子200mの銅メダリストである。

## 経歴
ケニア人の父とアメリカ人の母の下、アメリカ合衆国で生まれ育った。

### 2013年
5月12日のIC4A/ECAC選手権男子200m決勝において20秒32（+1.5）のケニア新記録（当時）を樹立し、1991年にジョセフ・ギコニョがマークした記録（20秒43）を22年ぶりに塗り替えた。

### 2014年
3月の全米学生（NCAA）室内選手権に出場すると、男子200m決勝で自己ベストとなる20秒52をマークして3位に入った。4月12日にノックスビルで開催された競技大会の男子200mにおいて20秒17（+2.0）をマークし、自身の持つケニア記録を11か月ぶりに更新した。5月24日の世界リレー男子4×200mで世界大会およびケニア代表デビューを果たすと、2走を務めて1分22秒35のケニア新記録樹立と5位に貢献した。8月のアフリカ選手権男子200mではファイナリストになると、決勝でウア・ウィルフリード・コッフィ（20秒25）、アイザック・マクワラ（20秒51）に次ぐ20秒53（-0.8）で3位に入り、この種目では1990年カイロ大会のジョセフ・ギコニョ以来、ケニア勢24年ぶりのメダルとなる銅メダルを獲得した。

### 2015年
4月18日のNTC Pure Athletics Sprint Festival男子200mで自身の持つケニア記録を1年ぶりに0秒03更新する、今季世界最高記録（当時）の20秒14（+1.9）をマーク。5月17日のダイヤモンドリーグ・上海ゴールデングランプリ男子200mでは、ダイヤモンドリーグの短距離種目においてケニア勢初となる出場を果たした（結果は20秒58の6位）。世界大会の個人種目初出場となった8月の北京世界選手権男子200mは20秒51（-0.3）の組5着に終わり、準決勝に進出することはできなかった。

### 2016年
パスポートのトラブルによって出場が危ぶまれた8月16日のリオデジャネイロオリンピック男子200m予選になんとか出場することはできたが、リオデジャネイロに到着したのはレースの数時間前というコンディションが最悪な中、自己ベスト（20秒14）からは程遠い21秒43（+0.4）で敗退した。

## 自己ベスト
記録欄の（　）内の数字は風速（m/s）で、+は追い風を意味する。
| 種目 | 記録           | 年月日        | 場所             | 備考           |
| 屋外 | 屋外           | 屋外          | 屋外             | 屋外           |
| ---- | -------------- | ------------- | ---------------- | -------------- |
| 100m | 10秒39 (+1.0)  | 2014年4月19日 | チャペルヒル     |                |
| 100m | 10秒28w (+2.6) | 2014年4月11日 | ノックスビル     | 追い風参考記録 |
| 200m | 20秒14 (+1.9)  | 2015年4月18日 | クラモント       | ケニア記録     |
| 400m | 46秒50         | 2013年5月5日  | ピスカタウェイ   |                |
| 室内 |                |               |                  |                |
| 200m | 20秒52         | 2014年3月14日 | アルバカーキ     |                |
| 300m | 33秒04         | 2014年1月24日 | ブラックスバーグ |                |
| 400m | 46秒36         | 2014年1月18日 | ステートカレッジ |                |

## 主要大会成績
| 年   | 大会                   | 場所             | 種目    | 結果         | 記録            | 備考           |
| ---- | ---------------------- | ---------------- | ------- | ------------ | --------------- | -------------- |
| 2014 | 世界リレー             | ナッソー         | 4x200mR | 5位          | 1分22秒35 (2走) | ケニア記録     |
| 2014 | コモンウェルスゲームズ | グラスゴー       | 200m    | 準決勝3組3着 | 20秒65 (+0.2)   |                |
| 2014 | コモンウェルスゲームズ | グラスゴー       | 4x100mR | 予選1組4着   | 40秒32 (2走)    |                |
| 2014 | アフリカ選手権         | マラケシュ       | 200m    | 3位          | 20秒53 (-0.8)   |                |
| 2015 | 世界リレー             | ナッソー         | 4x200mR | 予選失格     | DQ (2走)        | オーバーゾーン |
| 2015 | 世界選手権             | 北京             | 200m    | 予選4組4着   | 20秒43 (0.0)    |                |
| 2016 | オリンピック           | リオデジャネイロ | 200m    | 予選8組8着   | 21秒43 (+0.4)   |                |